# Dahua
Dahua léase Da-Juá (en chino, 大化瑶族自治县; pinyin, Dàhuà yáozú zìzhìxiàn; literalmente, ‘gran transformación’, en zhuang, Dava Yauzcuz Swciyen) es un condado autónomo bajo la administración directa de la Prefectura Hechi en la Región autónoma de Guangxi, República Popular China. Su área es de 2749 km² y su población total para 2020 superó los 360 mil habitantes.

## Administración
Desde octubre de 2022, el condado autónomo de Dahua se divide en 16 pueblos que se administran en 4 poblados y 12 villas.

## Historia
Durante la dinastía Ming (1425), se dividió una prefectura en trece fuertes, entre los que se encontraba Duyang (都阳) en la actual zona de Dahua.
Durante la República de China, perteneció a Du'an, Bama y Mashan.
El 23 de diciembre de 1987, el Consejo de Estado aprobó el establecimiento del condado autónomo, y en octubre de 1988 se estableció el condado autónomo Yao de Dahua.